# Liebvillers
Liebvillers település Franciaországban, Doubs megyében. Lakosainak száma 147 fő (2022. január 1.). Liebvillers Montécheroux, Noirefontaine, Saint-Hippolyte és Bief községekkel határos.

## Népesség
A település népességének változása:
| Lakosok száma | 291  | 162  | 192  | 220  | 162  | 168  | 164  | 152  | 150  | 147  |
|               | 1968 | 1982 | 1990 | 2006 | 2013 | 2015 | 2017 | 2019 | 2020 | 2022 |